# دوروتا داگلس لمبرت چمبرز
 دوروتا داگلس لمبرت چمبرز (انگلیسی: Dorothea Douglass Lambert Chambers؛ زاده ۳ سپتامبر ۱۸۷۸ درگذشته ۷ ژانویهٔ ۱۹۶۰) یک تنیس‌باز اهل بریتانیا بود.